# Jessica Folcker
Jessica Folcker (født 9. juli 1975 i Täby, Stockholms län) er en svensk sanger.
Hun begyndte sin karriere som korsanger, og har bl.a. sunget omkvædet i den svenske sanger Leila K's Electric. Jessica Folcker gik efterfølgende solo og fik sit gennembrud i 1998 med singlerne How Will I Know (Who You Are) og I Do fra debutalbummet Jessica, der blev produceret af Max Martin. Albummet solgte guld i Japan, Filippinerne, Sydkorea, Taiwan og Thailand. Hjemme i Sverige solgte hun platin og blev af radiostationen NRJ kåret til årets nye kunstner og årets svenske kunstner.
Folcker deltog i de indledender runder i det svenske melodi grand prix, Melodifestivalen, i 2005 og 2006, men nåede ikke videre til finalen.

## Diskografi
- Jessica (1999)
- Dino (2000)
- På Svenska (2005)
- Skin Close (2007)